# Drosera sect. Stolonifera
Drosera secc. Stolonifera es una sección con nueve o diez especies tuberosas perennifolias del género Drosera. Son endémicas del suroeste de Western Australia. 

## Descripción
Las especies tienen un hábito de crecimiento similares y todas tienen hojas en forma de abanico, pero las diferencias morfológicas y la falta de híbridos naturales de apoyo a la división de D. stolonifera la encuadran en el Complejo críptico de especies.

## Taxonomía
La primera especie en la sección fue descubierta por Charles von Hügel en la región del río Swan en 1833. D. stolonifera fue descrita formalmente por Stephan Endlicher en 1837. Johann Georg Christian Lehmann aportó dos especies más en 1844: D. ramellosa y D. porrecta. En 1848, Jules Émile Planchon incluyó a estas tres especies en la sección Ergaleium serie Erythrorhizae subserie Stoloniferae (inicialmente escrita Stolmiferae). Planchon también añadió la especie D. humilis y D. penduliflora (posteriormente reducida a la sinonimia bajo Drosera ramellosa) a la nueva subserie. D. platypoda fue añadido en 1854 por Porphir Kiril Nicolai Stepanowitsch Turczaninow y D. purpurascens, descrita por August Friedrich Schlotthauber en 1856. En 1864, George Bentham reorganizó las especies en la sección Ergaleium, reconociendo menos taxones, y propuso la reclasificación de D. humilis como una variedad de D. stolonifera. En 1906, Ludwig Diels tomó la sugerencia de Bentham y la reducción de D. humilis al rango de variedad. En la monografía de la familia de Diels, reorganizó  esta sección en el subgénero Ergaleium sección Erythrorhiza.
El nuevo miembro de la sección siguiente se produjo cuando Larry Eugene DeBuhr describe D. fimbriata en 1975. Dos años más tarde DeBuhr revalúa la clasificación de subgénero Ergaleium y establece las tres secciones actuales y también establece formalmente la sección stolonifera, que se basa en la subserie de Planchon Stoloniferae. En este punto, la sección stolonifera contenía cuatro especies:D. fimbriata, D. platypoda, D. ramellosa, y D. stolonifera.
En 1982, en el tratado de N.G.Marchant  incluye cuatro especies de DeBuhr además de cuatro subespecies de D. stolonifera. En publicaciones posteriores se identificaron tres subespecies adicionales de D. stolonifera, dos de los cuales eran nuevos taxones. Allen Lowrie, uno de los coautores de algunas de estas subespecies, elevaron todas las subespecies de D. stolonifera al rango de especies, por lo que el número total de especies en la sección se elevó a diez. En su revisión de 2005 de la sección, sin embargo, se olvidó de incluir una citación al basónimo al elevar D. stolonifera subsp. monticola a D. monticola, con lo que la nueva especie fue invalidada, debido al artículo 33.4 del Código Internacional de Nomenclatura Botánica. Por lo tanto la sección en la  actualidad, cuenta con nueve especies y con dos subespecies aceptadas de D. stolonifera, que incluye el autónimo D. stolonifera subsp. stolonifera.

## Especies
- Drosera fimbriata DeBuhr
- Drosera humilis Planch.
- Drosera platypoda Turcz.
- Drosera porrecta Lehm.
- Drosera prostrata (N.G.Marchant & Lowrie) Lowrie
- Drosera purpurascens Schlotth.
- Drosera ramellosa Lehm.
- Drosera rupicola (N.G.Marchant) Lowrie
- Drosera stolonifera Endl.
  - Drosera stolonifera subsp. monticola Lowrie & N.G.Marchant
  - Drosera stolonifera subsp. stolonifera Endl.